# Paukbrille

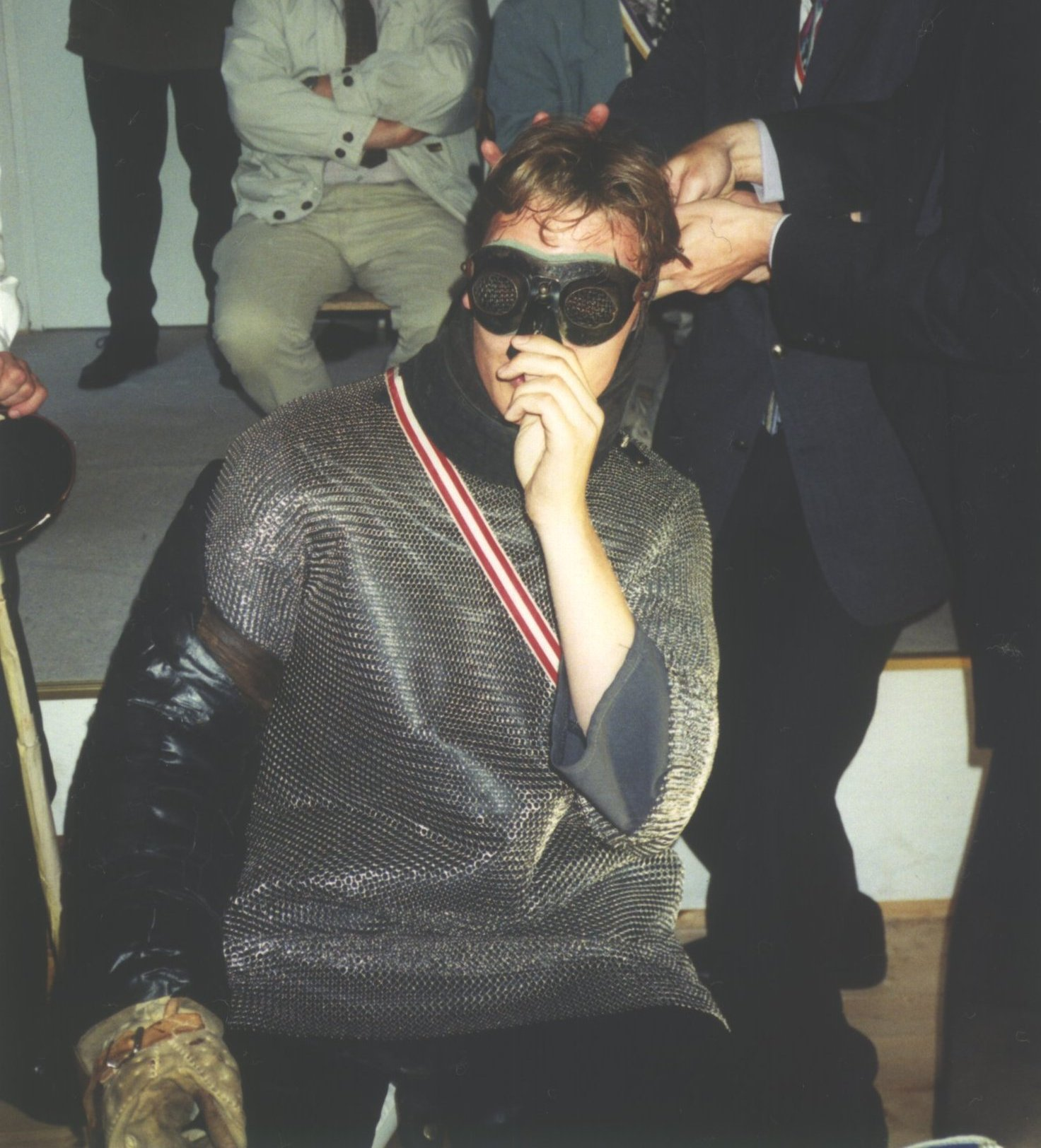
Paukant poniéndose la Paukbrille con protección nasal.

La Paukbrille es una protección que forma parte del equipamiento de los Paukanten que participan en el Mensur, la esgrima académica alemana. Protege los ojos y la nariz del Paukant e impide que se cusen heridas graves. Las gafas son de acero, con una cubierta de goma que se ajusta contra la piel y se sujetan a la cabeza mediante una cinta de cuero acabada en una hebilla. Dos pequeñas aberturas recubiertas de malla permiten la visión.
Tras la Segunda Guerra Mundial en las principales universidades germanas se añadió una protección nasal a la Paukbrille (excepto en Suiza, Graz y Viena).
Fueron inventadas en 1857 por el Paukarzt de Heidelberg Friedrich Immisch, Alter Herr del Corps Guestphalia Jena.
- Datos: Q2058429
- Multimedia: Paukbrille / Q2058429